# Zbrodnia w Paulinowie
Zbrodnia w Paulinowie – akcja pacyfikacyjna przeprowadzona przez okupantów niemieckich 24 lutego 1943 we wsi Paulinów w powiecie sokołowskim. Jej ofiarą padło 11 Polaków udzielających pomocy Żydom oraz trzech uciekinierów korzystających z ich wsparcia.

## Geneza
W okresie niemieckiej okupacji mieszkańcy Paulinowa oraz pracownicy tamtejszego folwarku wspierali prześladowanych Żydów, przede wszystkim uciekinierów z getta w Sterdyni. Zazwyczaj owa pomoc sprowadzała się do ofiarowania żywności. Niekiedy stróż Franciszek Kierylak pozwalał również Żydom nocować w zabudowaniach folwarku.
Wśród Żydów ukrywających się w okolicach Paulinowa byli bracia Szlojme i Szymel Roskielenke. Po pewnym czasie dołączył do nich mężczyzna podający się za francuskiego Żyda, który zbiegł z transportu do obozu zagłady w Treblince. W rzeczywistości był on warszawskim Żydem, którego Gestapo zwerbowało jako agenta-prowokatora. Miejscowa ludność traktowała nieznajomego nieufnie, stąd zazwyczaj udawał się na przeszpiegi w towarzystwie Szymela Roskielenke. Podczas owych wypadów obserwował z ukrycia, które polskie rodziny udzielają pomocy chłopcu . Nie wiadomo, czy Szymel był świadomy prawdziwej tożsamości swojego towarzysza. O tym, że młodszy z braci Roskielenke również był niemieckim agentem, przekonany był m.in. Wacław Piekarski . O niewinności Szymela mógłby jednak świadczyć fakt, iż spośród osób, które udzieliły mu pomocy bez wiedzy prowokatora, żadna nie padła ofiarą niemieckich represji .

## Przebieg pacyfikacji
Nocą 23/24 lutego 1943 Paulinów wraz z sąsiednimi wsiami został otoczony przez niemiecką ekspedycję karną, która przybyła z Ostrowi Mazowieckiej. Świadkowie oceniali, że w obławie wzięło udział około 2 tys. policjantów i żołnierzy dysponujących 60 samochodami. Niemcy posuwali się gęstą tyralierą o długości niemal 10 kilometrów. W obławie miał osobiście uczestniczyć starosta sokołowski Ernst Gramss.
Niemcy dysponowali nazwiskami osób udzielających pomocy Żydom. W identyfikowaniu zatrzymanych uczestniczył także wspomniany agent-prowokator. Już na samym początku pacyfikacji rozstrzelano stróża Franciszka Kierylaka oraz trzy osoby zamieszkujące na terenie cegielni (w tym jedną kobietę). Niedługo później we własnym domu zamordowano Ewę i Józefa Kotowskich. Nieco wcześniej małżonkowie zdołali wyprawić z domu swoich trzech synów – Kazimierza, Czesława i Stanisława. Dwaj pierwsi uniknęli schwytania, trzeci wpadł jednak w ręce Niemców. Został on następnie dołączony do grupy aresztantów, w której znajdował się Stanisław Piwko z Paulinowa oraz trzech mężczyzn z pobliskiego Starego Ratyńca (wszystkich pięciu zidentyfikował niemiecki agent). Aresztantów zabrano do pobliskiego lasu i tam rozstrzelano. W lesie zamordowany został także Szlojme Roskielenke oraz dwaj czerwonoarmiści zbiegli z niemieckiej niewoli.
Według Wacława Piekarskiego w trakcie obławy oddziały idące od strony Zembrowa i Ratyńca przypadkowo otworzyły do siebie ogień, na skutek czego zginąć miało dwóch Niemców, a jeden został ranny.

### Ofiary
Z ustaleń IPN wynika, że 24 lutego 1943 w Paulinowie zostało zamordowanych 11 Polaków, w tym dwie kobiety. W gronie ofiar znalazło się także trzech uciekinierów, którym mieszkańcy wsi udzielali pomocy. Poniższą listę sporządzono na podstawie danych zawartych w Rejestrze faktów represji na obywatelach polskich za pomoc ludności żydowskiej w okresie II wojny światowej (wyd. IPN, Warszawa 2014).
| Nazwisko i imię        | Wiek        | Dodatkowe informacje                                                      |
| ---------------------- | ----------- | ------------------------------------------------------------------------- |
| Augustyniak Franciszek | 29 lat      | traktorzysta, zięć Jana Siwińskiego, zamieszkały w Paulinowie (cegielnia) |
| Drgas Zygmunt          | 23 lata     | zamieszkały w Starym Ratyńcu                                              |
| Kierylak Franciszek    | 59 lat      | stróż i stajenny w folwarku                                               |
| Kotowska Ewa           | 56 lat      | rolniczka, zamieszkała w Paulinowie                                       |
| Kotowski Józef         | 56 lat      | rolnik, zamieszkały w Paulinowie                                          |
| Kotowski Stanisław     | 25 lat      | zamieszkały w Paulinowie, syn Józefa i Ewy                                |
| Nowicki Marian         | 29 lat      | zamieszkały w Starym Ratyńcu, wysiedleniec z Wielkopolski                 |
| Piwko Stanisław        | 30 lat      | robotnik rolny, zamieszkały w Paulinowie                                  |
| Szlojme Roskielenke    | ok. 23 lata | Żyd, fryzjer ze Sterdyni                                                  |
| Siwiński Jan           | 46 lat      | zamieszkały w Paulinowie (cegielnia)                                      |
| Uziębło Ludwik         | 19 lat      | zamieszkały w Starym Ratyńcu                                              |
| Wiktorzak Aleksandra   | 60 lat      | zamieszkała w Paulinowie (cegielnia)                                      |
| N.N.                   | nieznany    | jeniec sowiecki zbiegły z niemieckiej niewoli                             |
| N.N.                   | nieznany    | jeniec sowiecki zbiegły z niemieckiej niewoli                             |

W starszych źródłach można znaleźć odmienne informacje na temat przebiegu pacyfikacji i liczby jej ofiar.

## Upamiętnienie

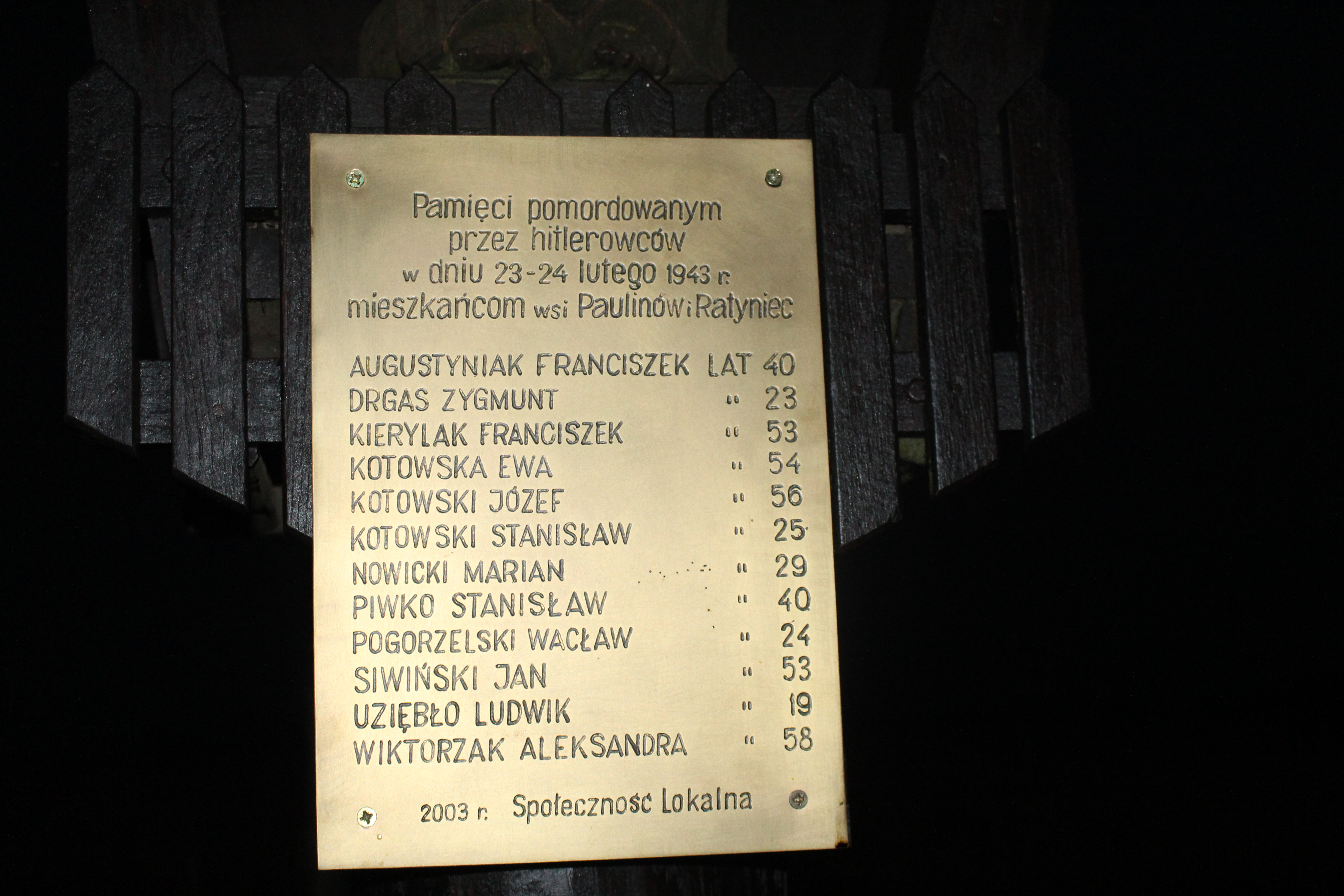
Tablica pamiątkowa z nazwiskami ofiar pacyfikacji

Po zakończeniu wojny ciała zamordowanych ekshumowano i pogrzebano na cmentarzach w Sterdyni i Kosowie Lackim .
31 sierpnia 2003 z inicjatywy Towarzystwa Miłośników Ziemi Sterdyńskiej w miejscu, gdzie zginęło małżeństwo Kotowskich, wzniesiono drewnianą kapliczkę z rzeźbą Chrystusa Frasobliwego i mosiężną tablicą pamiątkową, na której widnieje napis o treści:  

 Pamięci pomordowanym przez hitlerowców w dniu 23–24 lutego 1943 r. mieszkańców wsi Paulinów i Ratyniec
Augustyniak Franciszek lat 40

Drgas Zygmunt lat 23

Kierylak Franciszek lat 53

Kotowska Ewa lat 54

Kotowski Józef lat 56

Kotowski Stanisław lat 25

Nowicki Marian lat 29

Piwko Stanisław lat 40

Pogorzelski Wacław lat 24

Siwiński Jan lat 53

Uziębło Ludwik lat 19

Wiktorzak Aleksandra lat 58
2003 r. Społeczność lokalna

### „Zawołani po imieniu” w Sterdyni
4 czerwca 2020, w ramach projektu Instytutu Pileckiego „Zawołani po imieniu”, w Sterdyni został odsłonięty kamień z tablicą pamiątkową poświęconą mieszkańcom Paulinowa i Starego Ratyńca, którzy stracili życie w czasie niemieckiej obławy. Na tablicy znalazły się nazwiska jedenastu ofiar. W uroczystości wzięła udział wiceminister kultury i dziedzictwa narodowego Magdalena Gawin, członkowie rodzin ofiar, przedstawiciele władz centralnych i samorządowych oraz lokalnej społeczności. Honorowy patronat nad wydarzeniem objął premier Mateusz Morawiecki.